# Кунсан (авиабаза)
Авиабаза Кунсан (англ. Kunsan K-8 Air Base) — военно-воздушная база Соединенных Штатов Америки, расположенная в аэропорту Кунсан на западном побережье Корейского полуострова, граничащем с Жёлтым морем. Аэропорт и авиабаза находятся в городе Кунсан в провинции Чолла-Пукто (Южная Корея) примерно в 150 милях (240 км) к югу от Сеула. Название города (кор. 군산) романизировать двумя разными вариантами, как Gunsan (по официальной системе) или Kunsan (по системе Маккьюна — Райшауэра). ВВС США используют название Gunsan для обозначения города, а название Kunsan обозначения авиабазы.
На авиационной базе Кунсан дислоцируется 8-е истребительное авиакрыло «The Wolf Pack», приданное 7-й авиагруппе (Корея) Тихоокеанских ВВС США, и 38-й истребительный авиаполк ВВС Республики Корея. На базе размещены 45 самолетов F-16. Это один из двух крупнейших объектов ВВС, эксплуатируемых Командованием силами США в Корее, другой — авиабаза Осан.

## Подразделения
Основные подразделения размещенные на авиабазе Кунсан:
- 8-е истребительное авиакрыло
  - 8-я боевая группа (хвостовой код: WP)
    - 35-я истребительная эскадрилья (35 FS) (F-16C / D, синяя хвостовая полоса)
    - 80-я истребительная эскадрилья (80 FS) (F-16C / D, золотая хвостовая полоса)

  - 8-я группа МТО
  - 8-я группа обеспечения полёта
  - 8-я группа медицинского обслуживания
- 2й батальон 1-го полка ПВО[англ.] (армия США, 35-я бригада ПВО, 8-я армия)
- Зональная ПВО, ПРО
- Сеть связи ВС США
- Военно-торговая служба обмена армии и военно-воздушных сил
- Агентство по снабжению министерства обороны
- Управление специальных расследований ВВС[англ.]
- Вооружённые силы Республики Корея
  - 38-я истребительная группа
    - 111-я истребительная эскадрилья (блок KF-16C / D — F-16 50/52)

## История

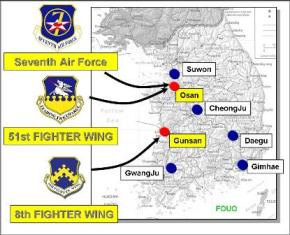
Базы 7-й авиагруппы ВВС США

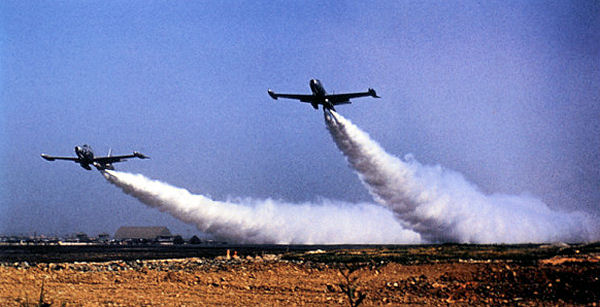
F-84Gs 522-й эскадрильи истребителей эскорта (27-е FEW). При взлёте с коротких взлётно-посадочных полос тяжело нагруженные F-84 использовали JATO, прикреплённые к фюзеляжу.

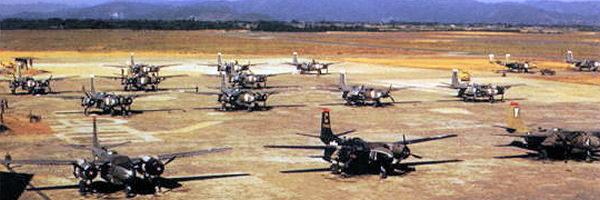
B-26Bs 3-го бомбардировочного крыла

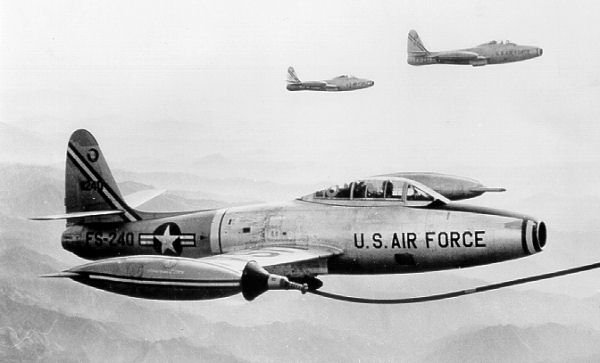
F-84G-25-RE Thunderjet AF Serial No 52-3249 49-го крыла истребителей-бомбардировщиков заправляется над Кореей, 1953 г.

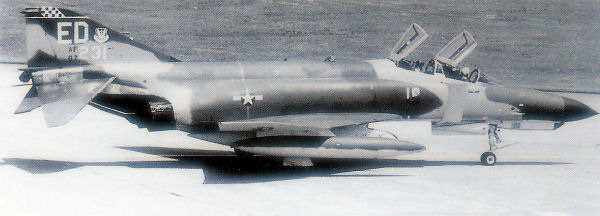
McDonnell Douglas F-4E-34-MC Phantom AF Serial No 67-0231 16-й тактической истребительной эскадрильи 354-го истребительного крыла с авиабазы Кунсан — 1 апреля 1970 года. В 1980 году этот самолёт был продан ВВС Египта.

История авиабазы Кунсан начинается в 1938 году, когда японские войска, оккупирующие Корею, построили военно-воздушную базу вблизи Кунсана для размещения истребителей-перехватчиков.
США начали использовать базу в 1945 году, первоначально в очень небольших масштабах. С 1945 по 1950 год армия, а затем ВВС с перерывами управляли небольшими отрядами из Кунсана. В большинстве этих отрядов содержалось несколько человек. Когда США в 1949 году вывели свои боевые единицы из Республики Корея, то в Кунсане оставили только группу консультантов.
Новый этап в истории базы Кунсан  совпал с Корейской войной. На момент начала боевых действий на базе Кунсан не было самолётов ВВС США. 13 июля 1950 года стремительно продвигающиеся северокорейские силы захватили авиабазу Кунсан. В октябре 1950 года базу отбила 24-я пехотная дивизия и в следующем 1951 году Кунсан стал активно использоваться ВВС США.
Для размещения реактивных истребителей базу необходимо было усовершенствовать, что было поручено 808-у инженерному авиационному батальону, который построил новую взлётно-посадочную полосу длиной 5000 футов (1500 м), чтобы заменить взлётно-посадочную полосу, построенную японцами. Эта ВПП теперь известна как Taxiway Charlie (06/24). Уже к августу 1951 года в Кусане могли базироваться тяжёлые самолёты и на базе разместили 3-е бомбардировочное крыло, которое оставалось там до октябрь 1954 года. В апреле 1952 года в Кунсан прибыла эскадрилья морской пехоты США, а несколько месяцев 474-я группа истребителей-бомбардировщиков. В апреле 1953 года 474-я группа вернулась в США, а её заменило 49-е крыло истребителей-бомбардировщиков.
Во время Корейской войны, большое количество аэродромов, используемых ВВС и сходство некоторых географических названий, побудило командование использовать буквенно-цифровые идентификаторы для баз в дополнение к их надлежащим обозначениям. В рамках этой системы каждая база в Корее получила «K-число», упрощающую позитивную идентификацию при обращении к различным базам. Кунсан получил номер К-8, в то время как авиабаза Осан также была известна как К-55.
После окончания Корейской войны значение базы снизилось, большая часть дислоцированных на ней сил были перемещены на другие базы. С 1953 по 1954 год 808-й и 841-й инженерные авиационные батальоны построили то, что сегодня является главной взлётно-посадочной полосой. В течение следующих нескольких лет Кунсан использовался периодически. В 1957 и 1958 годах на базе были временно размещены эскадрильи из Японии. В эти же годы было потеряны два самолета. Корейский F86, загоревшись в полёте, упал в Жёлтое море к югу от базы, а американский F100 вскоре после взлёта упал на рисовые поля к северу от базы. В течение этого времени база оставалась радарной площадкой, пока в середине 1958 года радарная площадка не была передана ВВС Южной Кореи. Затем база оставалась относительно бездействующей, служа местом временного развёртывания самолётов и безопасной базой для самолётов, эвакуированных из Окинавы и Гуама на время тайфунов. В 1965 году ВВС Республики Корея назначили на базу эскадрилью F-86, которое до момента «инцидента Пуэбло» в 1968 году было единственным в Кунсане постоянно назначенным лётным контингентом.
В этот же период сроки в Кунсане разместили ракетную батарею 38-й бригады ПВО Армии США для защиты авиабазы от воздушного нападения. Позднее, в начале 1990-х годов, всё вооружение и оснащение батареи были переданы корейской армии. После того, как в 1968 году военно-морские силы КНДР захватили американское разведывательное судно «Пуэбло», в Кунсане было развёрнуто 4-е тактическое истребительное крыло под командованием полковника Джека Хейса, состоящее из F-4Ds. В июле 1968 года в рамках наращивания американских сил в Корее, 4-е крыло в Кунсане сменило 354-е тактическое истребительное крыло, сформированное из лётчиков Национальной гвардии Канзаса и пилотов Национальной гвардии Округа Колумбия на сверхзвуковых истребителях F-100 Super Sabre. В 1969 году крыло начало переход от F-100 к F-4 Phantom. 354-е крыло оставалось в Кунсане до июня 1970 года, когда база снова стала местом временного размещения.
В марте 1971 года в Кунсан прибыло 3-е тактическое истребительное крыло истребителя, состоящее из F-4 Phantom. Самолёты прибыл в основном с японской базы Мисава. В сентябре 1974 года в Кунсан из авиабазы Убон (Таиланд) было переведено 8-е тактическое истребительное крыло «Wolf Pack», чтобы заменить 3-е. Впрочем, перебазирование было формальным, поскольку 8-е крыло было перемещено без персонала или оборудования, поглотив все активы 3-го крыла. С тех пор 8-е крыло остаётся основным подразделением авиационной базы Кунсан.
В феврале 2018 года было объявлено, что в марте/апреле после завершения строительства ангаров и вспомогательных объектов на базе в Кунсан будет развернуто 12 дронов MQ-1C Grey Eagle.

## Подчинение
- 1946—1947 — Тихоокеанское воздушное командование Армии США
- 1947—1957 — ВВС Дальнего Востока
- 1957—н. в. — Тихоокеанские военно-воздушные силы